# Rhodri ab Owain Gwynedd
Rhodri ab Owain Gwynedd, né vers 1135 et mort en 1195, fut corégent du Royaume de Gwynedd de 1170 à 1174 puis roi de la partie ouest du Gwynedd de 1175 à 1190.
À la mort de Owain Gwynedd en 1170, des querelles de succession éclatèrent entre ses dix-neuf fils. Rhodri et son frère Dafydd tuèrent leur frère Hywel à Pentraeth. Entre 1170 et 1174, les autres fils d'Owain furent tués ou contraints à l'exil. Rhodri parvint à prendre possession d'une part du Gwynedd mais fut emprisonné par Dafydd.
Rhodi s'évada en 1175. Il parvint à trouver suffisamment d'appuis pour prendre le contrôle du Gwynedd à l'ouest du fleuve Conwy. Dafydd et Rhodri finirent par se mettre d'accord sur le partage du Gwynedd, Dafydd se contentant du Gwynedd oriental.
En 1188, Llywelyn le Grand, le jeune neveu de Rhodri et Dafydd commençait à devenir une menace pour ses oncles. Rhodri devait aussi subir les prétentions de ses neveux Gruffydd et Maredudd ap Cynan qui l'expulsèrent d'Anglesey en 1190. Il s'allia avec Reginald, le roi de l'île de Man et épousa la fille de ce dernier. En 1193, grâce à un contingent manais il put brièvement reprendre le contrôle de l'Anglesey, mais fut expulsé à nouveau la même année par ses neveux vers l'Irlande ou l'île de Man où il meurt en 1195.
Rhodri eut un seul fils connu, Thomas ap Rhodri ab Owain Gwynedd, dont descend Sir John Wynn. 

## Sources
- (en) Mike Ashley British Kings & Queens    Robinson (Londres 1998)  (ISBN 1841190969). « Rhodri ap Owain  »  p. 358, table p. 331.
- (en) Kari Maund, The Welsh Kings: Warriors, warlords and princes, Mill Brimscombe Port Stroud, The History Press, 2006 (ISBN 9780752429731), p. 182-83, 186-87, 189